# Chloroclystis parvulata
Chloroclystis parvulata là một loài bướm đêm trong họ Geometridae.